# Шульпин, Леонид Михайлович
Леонид Михайлович Шульпин (5 июня 1905 года — 20 марта 1942 года) — советский учёный, орнитолог.

## Биография
В 1929—1932 гг проходил подготовку в аспирантуре и докторантуре при Отделении орнитологии Зоологического института Академии наук СССР. Участвовал в научных экспедициях по изучению птиц в Восточной Сибири и Дальнем Востоке. Преподавал на кафедре зоологии позвоночных животных биологического факультета Ленинградского университета, доцент. Написал учебник по орнитологии, который до настоящего времени является важнейшим русским пособием по этой специальности.
Участвовал в Великой Отечественной войне. Погиб на фронте.
По данным ОБД «Мемориал» командир миномётной роты 218-го стрелкового полка 80-й стрелковой дивизии лейтенант Леонид Михайлович Шульпин умер от ран 20 марта 1942 года. Первоначально был похоронен на станции Погостье Ленинградской области. Позже перезахоронен на мемориале «Новая Малукса» (Кировский район, Новая Малукса, 700 м восточнее станции).

## Работы
- «Поездка с орнитологической целью в область хребта Сихотэ-Алинь в 1928 году», Известия Академии наук СССР. VII серия. Отделение математических и естественных наук, 1931, № 4, 589—601
- «Заметки о Emberiza yessoensis continentalis With. в Приморьи и её родственных отношениях», Известия Академии наук СССР. VII серия. Отделение математических и естественных наук, 1931, № 5, 721—727
- «О распространении Cinclus pallasi pallasi Temm. в Восточной Сибири», Известия Академии наук СССР. VII серия. Отделение математических и естественных наук, 1931, № 10, 1371—1394
- «Промысловые, охотничьи и хищные птицы Приморья, их биология и распространение в крае» — АН СССР, Дальневосточный филиал — Владивосток 1936
- Dulkeit,G.D.and L.M.Shulpin.1937. Birds of the Shantarsky Islands .Tr. Biol. Nauchno-Issled. Inst. Tomsk. Gos.Univ.89[7]
- Птицы. Животный мир СССР. Бутурлин С. А., Гептнер В. Г., Дементьев Г. П., Житков Б. М., Огнев С. И., Промптов А. Н., Туров С. С., Формозов А. Н., Шульпин Л. М. Под ред. А. Н. Формозова и Б. М. Житкова. Москва — Ленинград, Детиздат, 1940. — 398 с.
- «Экологический очерк орнитофауны Алма-Атинского государственного заповедника» Труды Алма-Атинского заповедника, вып. 1, — Алма-Ата 1939
- Орнитология. — Л.: ЛГУ, 1940. — 555 с.